# Blinde Liefde
Blinde Liefde was een televisieprogramma uit 2007 op Tien. In 2009 werd dit programma onder de titel Daten in het Donker op RTL 5 nieuw leven ingeblazen. In 2012 verscheen het programma op Net5. De programmaformule werd in 2009 verkocht aan de Amerikaanse zender ABC onder de titel Dating in the Dark.
Dit televisieprogramma is een experiment met de liefde, er wordt onderzocht of men verliefd op elkaar kan worden zonder de persoon te hebben gezien. Ze kunnen contact krijgen in een donkere kamer, via het internet of spelletjes.
De mannen en vrouwen leven gescheiden van elkaar in twee huizen. Op het slot kunnen de dames kiezen om door de deur het balkon op te gaan naar de man, of het huis te verlaten door de deur onder het balkon.
In het begin werd het programma gepresenteerd door Lauren Verster. Op 20 juli 2009 volgde Renate Verbaan haar op en in 2012 presenteerde Gigi Ravelli het programma. Het derde seizoen in 2012 werd zo slecht bekeken dat het na twee weken al van de buis werd gehaald. Wel werd in 2013 het programma herhaald.